# Krzaki (Borzęcin)
Krzaki – część wsi Borzęcin w Polsce, położona w województwie małopolskim, w powiecie brzeskim, w gminie Borzęcin. 
W latach 1975–1998 Krzaki administracyjnie należały do województwa tarnowskiego.